# بيمب سي
شاد لمونت باتلر (Chad Lamon Butler) و يعرف أكثر باسمه المستعار بيمب سي (Pimp C)ولد في 29 ديسمبر 1973 و توفي في 4 ديسمبر سنة 2007.هو منتج ومغني راب وموسيقي أمريكي.

## روابط خارجية
- بيمب سي على موقع IMDb (الإنجليزية)
- بيمب سي على موقع ميوزك برينز (الإنجليزية)
- بيمب سي على موقع ميوزك برينز (الإنجليزية)
- بيمب سي على موقع ميوزك برينز (الإنجليزية)
- بيمب سي على موقع إن إن دي بي (الإنجليزية)
- بيمب سي على موقع أول ميوزيك (الإنجليزية)
- بيمب سي على موقع أول ميوزيك (الإنجليزية)
- بيمب سي على موقع أول ميوزيك (الإنجليزية)
- بيمب سي على موقع ديسكوغز (الإنجليزية)
- بيمب سي على موقع ديسكوغز (الإنجليزية)
- بيمب سي على موقع ديسكوغز (الإنجليزية)